# St. Jost (Český Krumlov)

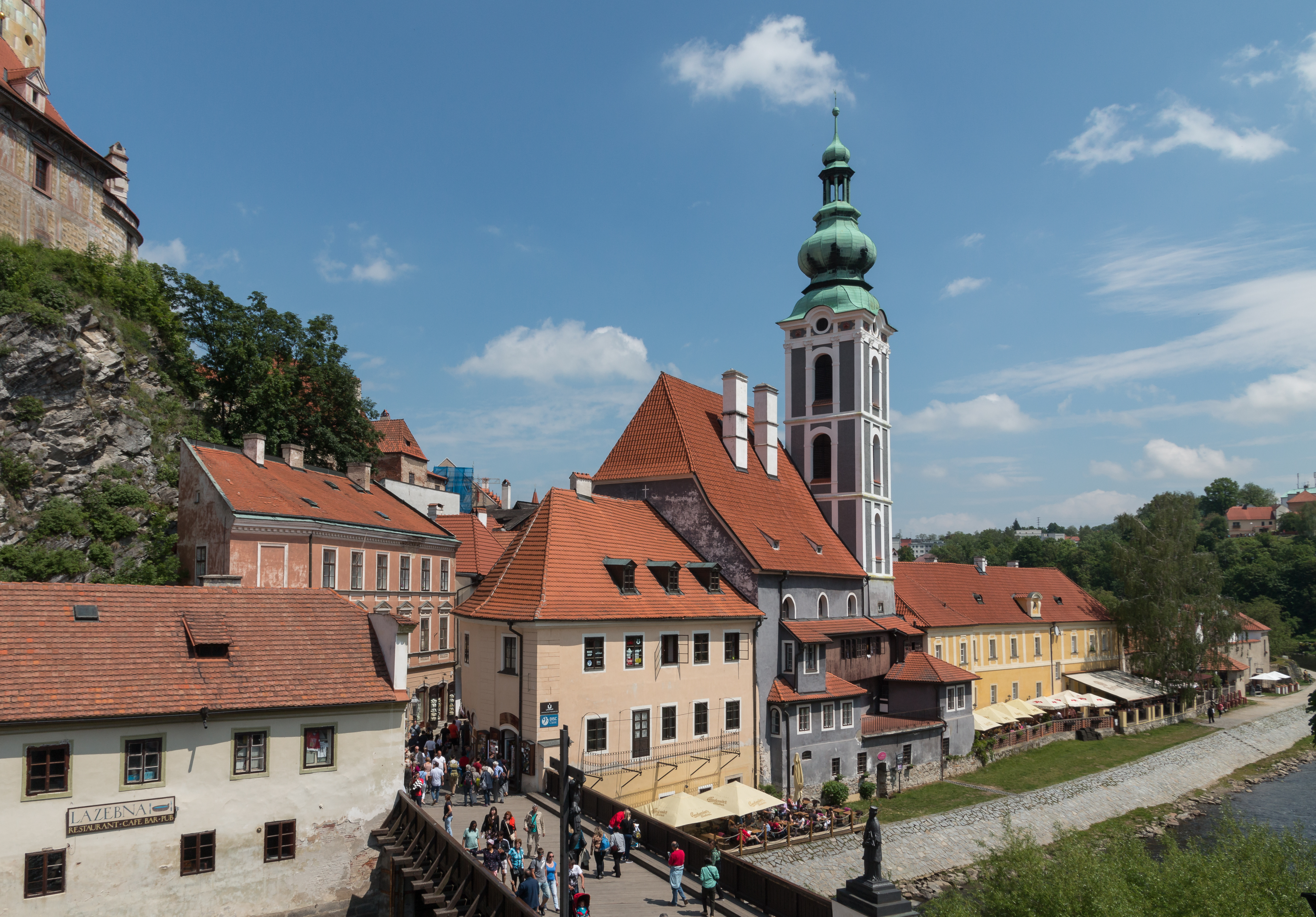
Ehemalige Kirche und ehemaliges Hospital St. Jost

Das Herrschaftsspital St. Jost mit angegliederter Kirche in Český Krumlov in Südböhmen wurde im 14. Jahrhundert eingerichtet. Der Gebäudekomplex steht seit 3. Mai 1958 unter Denkmalschutz.

## Geschichte
Peter I. von Rosenberg ließ das Spital samt Kapelle wahrscheinlich im Jahr 1317 (jedenfalls vor 1334) zum Dank für die Geburt seines Sohnes Jost I. von Rosenberg errichten. Außerdem wurden dem Heiligen Jodok, Patron der Pilger und Reisenden, im Mittelalter oft Kirchen, Kapellen und Hospitäler entlang von Pilgerstraßen geweiht. Das Spital war für 13 Personen vorgesehen und wurde 1364 auf 17 Einheiten erweitert. Von den gotischen Bauten sind nur mehr unbedeutende Reste erhalten.
1596 ließ Peter Wok von Rosenberg vom Architekten Domenico Benedetto Cometta eine neue Kirche im Stile der Renaissance errichten. 1598 wurde die Kirche der Heiligen Dreifaltigkeit neu geweiht und den Krumauer Protestanten übergeben, was zu Streitigkeiten mit dem Prager Erzbischof Zbynko Berka führte. Nachdem der verschuldete Peter Wok Krumau jedoch verkauft hatte und 1602 nach Schloss Třeboň (deutsch Wittingau) übersiedelt war, wurde die Kirche noch im selben Jahr den Padres vom Jesuitenkolleg für die deutschsprachigen Predigten übergeben (die tschechischen katholischen Gottesdienste fanden in der Kirche St. Veit statt). Einige Jahre später erhielt die Kirche wieder den alten Namen St. Jost.
In den Jahren 1708–1710 wurde die Anzahl der Spitalsbewohner auf 24 erhöht.
Kaiser Joseph II. ließ Spital und Kirche 1787 aufheben. Während der Turm in den Besitz der Gemeinde überging, wurden das Kirchenschiff und der östlich anschließende Spitalshof versteigert. Der Geschäftsmann Klement Pöschl und der Hutmacher Karel Neumüller richteten darin ein Bürgerhaus mit Braurecht ein. Bei diesem Umbau wurde das Presbyterium der Kirche niedergerissen und an seiner Stelle ein Zugang errichtet. Keller wurden neu ausgegraben und das Niveau des Erdgeschosses erhöht. Karel Neumüller übernahm 1802 den Alleinbesitz der Liegenschaft und baute sie in ein Kasino mit Ausschank und einem Tanzsaal im Obergeschoss um. Nach 1900 wurde das Objekt ausschließlich als Wohnhaus genutzt. Um 1920 errichtete die Firma Baťa darin eine Verkaufsstelle, und 1938 wurde an der flusszugewandten Seite ein Lagerraum für ein Geschäft mit Rädern und Motorrädern gebaut. 1937 wurde die nördliche, an der Straße gelegene Seite umgestaltet.

## Gebäude
Die ehemalige, asymmetrische, doppelschiffige Kirche mit einer Empore über dem schmäleren Südschiff ist mit einem steilen Satteldach gedeckt. Der fünfstöckige Turm ist mit Kuppel und Laterne versehen.

## Nutzung
Im Gebäudekomplex befinden sich Geschäfte, ein Restaurant und ein Marionettenmuseum. Seit Juli 2020 kann eine kleine Ausstellung im hohen Dachboden des Gebäudes und der Turm gegen eine geringe Eintrittsgebühr besichtigt werden.